# Älskar – älskar inte
Älskar – älskar inte (originaltitel: Domicile conjugal) är en fransk romantisk dramakomedifilm från 1970 i regi av François Truffaut. Huvudrollerna spelas av Jean-Pierre Léaud, Claude Jade och Hiroko Berghauer.

## Rollista (urval)
| Jean-Pierre Léaud | – Antoine Doinel          |
| Claude Jade       | – Christine Darbon Doinel |
| Daniel Ceccaldi   | – Lucien Darbon           |
| Claire Duhamel    | – Madame Darbon           |
| Hiroko Berghauer  | – Kyoko                   |
| Daniel Boulanger  | – Grannen som är tenor    |
| Silvana Blasi     | – Silvana, tenorens fru   |
| Pierre Fabri      | – Kontorets "Romeo"       |
| Barbara Laage     | – Monique, sekreterare    |
| Billy Kearns      | – M. Max                  |
| Claude Véga       | – "Stryparen"             |
| Jacques Jouanneau | – Césarin                 |
| Danièle Girard    | – Ginette, en servitris   |